# Evelin Lindner

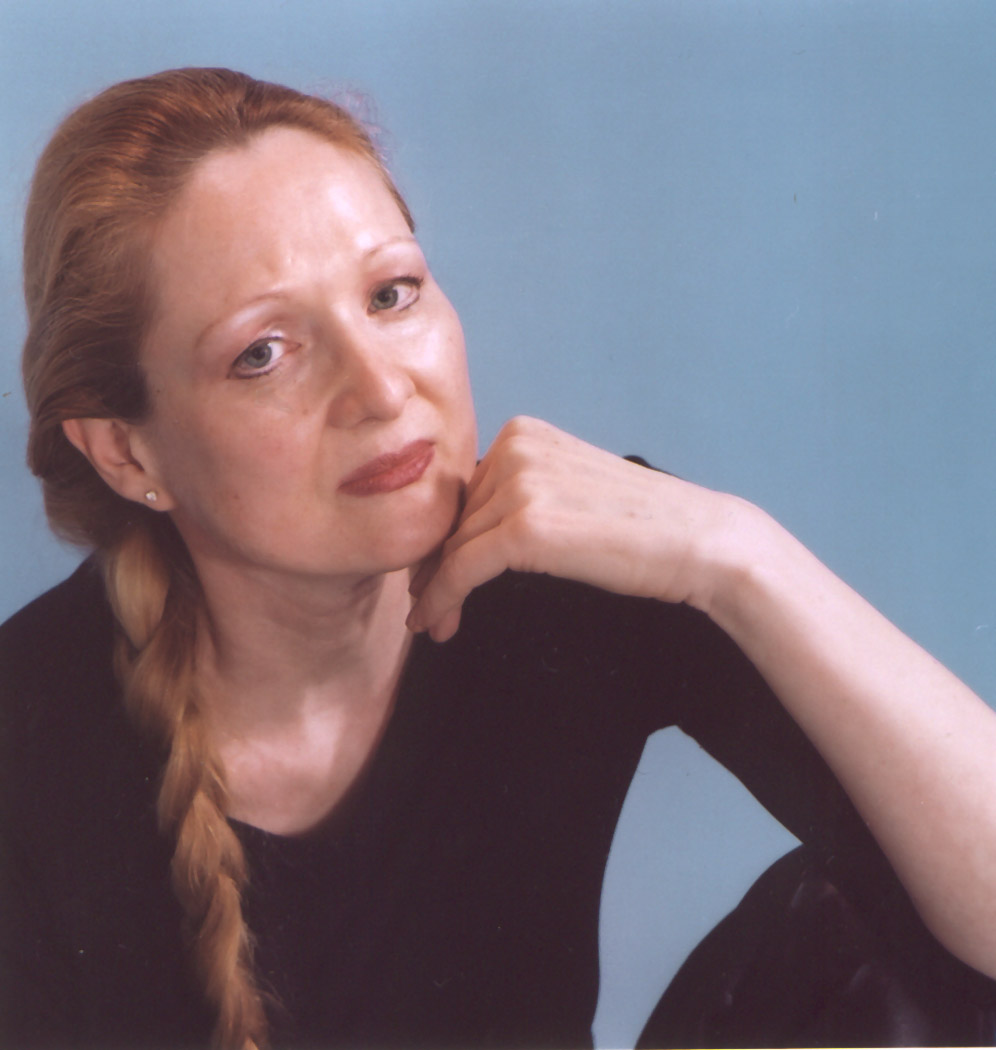
Evelin Lindner

Evelin Gerda Lindner (* 13. Mai 1954 in Hameln) ist eine deutsche Ärztin, Psychologin und transdisziplinäre Wissenschaftlerin und Autorin, die für ihre Theorie der Demütigung bekannt ist.
Evelin Lindner, ursprünglich Ärztin und klinische Psychologin, promovierte 1994 an der Universität Hamburg in Psychologischer Medizin und 2001 an der Universität Oslo in Sozialpsychologie. Ihre Forschung betrifft die Würde und sie ist der Überzeugung, dass die Verletzung von Ehre und Würde die wichtigsten Hindernisse auf dem Weg zu einer menschenwürdigen und der Natur gemäßen Weltgemeinschaft sind. Sie ist Gründerin und Präsidentin des Forschungsnetzwerks "Human Dignity and Humiliation Studies". Seit 1977 lebt sie in zahlreichen Ländern der Erde und bezeichnet sich als Weltbürgerin (siehe Weblinks).
Lindner ist die Begründerin des neuen Forschungsgebiets der Humiliation Studies (siehe Weblinks). 2015, 2016 und 2017 wurde sie für den Friedensnobelpreis nominiert.

## Schriften
- From Humiliation to Dignity: For a Future of Global Solidarity, Lake Oswego, OR: World Dignity University Press, Dignity Press, 2020.
- Chipamong Chowdhury, Michael Britton and Linda Hartling (Editors) (2019): Human Dignity: Practices, Discourses, and Transformations. Essays on Dignity Studies in Honor of Evelin G. Lindner, Lake Oswego, OR: Dignity Press, 2019, ISBN 978-1-937570-92-7.
- Toward a Globally Informed Psychology of Humiliation: Comment on McCauley (2017), co-authored with Linda Hartling, in American Psychologist, 72 (7), 705–06. doi:10.1037/amp0000188. See Clark McCauley's article: McCauley, Clark (2017). "Toward a psychology of humiliation in asymmetric conflict." In The American Psychologist, 72 (3, Special Issue: Psychology of Terrorism), 255–65. doi:10.1037/amp0000063. (see external links)
- Honor, Humiliation, and Terror: An explosive mix - And how we can defuse it with dignity, Lake Oswego, OR: World Dignity University Press, 2017, ISBN 978-1-937570-97-2.
- Auswirkungen von Demütigung auf Menschen und Völker. In Gehirne zwischen Liebe und Krieg: Menschlichkeit im Zeitalter der Neurowissenschaften, edited by Helmut Fink and Rainer Rosenzweig. Chapter 3, pp. 41–73. 2016 Münster, Germany: mentis. (see external links)
- Ydmykelse, ydmykhet og demokrati. In Folkemordenes svarte bok: Politisk massevold og systematiske menneskerettsbrudd i det 20. århundret, edited by Bernt Hagtvet, Nikolai Brandal, and Dag Einar Thorsen. 2nd edition. Chapter 3, pp. 40–58. 2014 Oslo: Universitetsforlag. (see external links)
- A Dignity Economy: Creating an Economy Which Serves Human Dignity and Preserves Our Planet, Lake Oswego, OR: World Dignity University Press, 2012, ISBN 978-1-937570-03-3.
- Gender, Humiliation, and Global Security: Dignifying Relationships from Love, Sex, and Parenthood to World Affairs, with a Foreword by Desmond Tutu, Praeger, ABC-CLIO, 2010, ISBN 0-313-35485-5
- Emotion and Conflict: How Human Rights Can Dignify Emotion and Help Us Wage Good Conflict, with a Foreword by Morton Deutsch, Praeger Security International, Greenwood, 2009, ISBN 978-0-313-37237-7
- Making Enemies:  Humiliation and International Conflict, with a Foreword by Morton Deutsch, Praeger Security International, Greenwood, 2006, ISBN 978-0-275-99109-8
- The Psychology of Humiliation. Somalia, Rwanda / Burundi, and Hitler's Germany, Oslo: Department of Psychology, University of Oslo (dissertation, dr. psychol.), 2000, ISBN 82-569-1817-9
- Lebensqualität im ägyptisch-deutschen Vergleich: Eine Interkulturelle Untersuchung an drei Berufsgruppen (Ärzte, Journalisten, Künstler), Universität Hamburg (dissertation, dr. med.), 1993
- Women in the Global Village: Increasing Demand for Traditional Communication Patterns. In Breines, Ingeborg, Gierycz, Dorota, & Reardon, Betty (Hrsg.): Towards a Women's Agenda for a Culture of Peace. Paris: UNESCO, 1999, ISBN 978-92-3-103559-3
- Hitler, Shame and Humiliation: The Intricate Web of Feelings among the German Population Towards Hitler. In Medlemsblad for Norske Leger Mot Atomvåpen, Med Bidrag Fra Psykologer for Fred, 1, 28-30, 2000. (see external links)
- Were Hitler and Siad Barre 'Robin Hoods' Who Felt Humiliated by Their Own Followers? (Part Two). In Medlemsblad for Norske Leger Mot Atomvåpen, Med Bidrag Fra Psykologer for Fred, 1, 20-23, 2001. (see external links)
- How Research Can Humiliate: Critical Reflections on Method. In Journal for the Study of Peace and Conflict, Annual Edition 2001–2002, pp. 16-36, 2001. (see external links)
- Humiliation - Trauma That Has Been Overlooked: an Analysis Based on Fieldwork in Germany, Rwanda / Burundi, and Somalia. In TRAUMATOLOGYe, 7 (1) Article 3 (32 pages), 2001. (see external links)
- Humiliation and the Human Condition: Mapping a Minefield. In Human Rights Review, 2 (2), 46-63, 2001. (see external links)